# Solo distrófico
Solo distrófico, em pedologia, é aquele em que a saturação por bases é inferior a 50%, sendo portanto, bastante ácido.
É um tipo de solo de média ou baixa fertilidade.